# Berberis glaucocarpa
Berberis glaucocarpa är en berberisväxtart som beskrevs av Otto Stapf. Berberis glaucocarpa ingår i släktet berberisar, och familjen berberisväxter. Inga underarter finns listade i Catalogue of Life.